# Belyakovtsé
Belyakovtsé ou Beljakovce (en macédonien Бељаковце) est un village du nord de la Macédoine du Nord, situé dans la municipalité de Koumanovo. Le village comptait 64 habitants en 2002. Il se trouve près de la Kriva, à l'extrémité orientale de la municipalité.

## Démographie
Lors du recensement de 2002, le village comptait :
- Macédoniens : 64